# Maiherpri
| U1 | G1 | M17 | E22 | D2 · Z1 | O1 · D21 | M17 | M6 | N21 · Z1 |

| U1 | G1 | M17 | E22 | D2 · Z1 | O1 · D21 | M17 | M6 | N21 · Z1 |

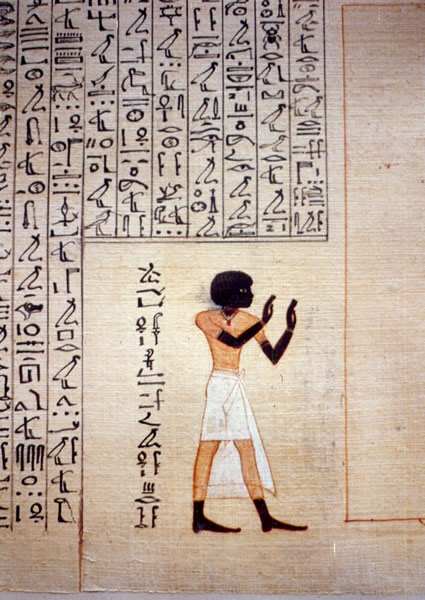
Maherpri representado en el Libro de los muertos

Maiherperi fue un antiguo noble egipcio de origen nubio enterrado en la tumba KV36 en el Valle de los Reyes. Probablemente vivió durante el reinado de Tutmosis IV y fue enterrado con honor en el Valle de los Reyes, la necrópolis real. Su nombre se puede traducir como «León del campo de batalla». Entre sus títulos estaban el de «Niño de la guardería» y «Portador del abanico a la derecha del Rey». Se cree que el primer título significaba que él creció en la guardería real como príncipe de un territorio súbdito o que quizás era hijo de una esposa menor o concubina del faraón. Fue uno de los primeros que ostentó el segundo título en el Imperio Nuevo y se sabe con certeza que estaba al lado del faraón, probablemente como asesor o escolta. Este mismo título también fue utilizado más tarde para nombrar a los virreyes de Kush en el Imperio Nuevo.

## Tumba de Maiherperi
En la tumba de Maiherperi se encontró un papiro que lo representaba con piel «negruzca», lo que hizo que los estudiosos creyeran que era nubio o de origen nubio. El papiro en cuestión era el Libro de los Muertos, a los ojos de O' Connor y Cline, «indudablemente el más famoso y posiblemente el más hermoso» libro de los Muertos. La momia fue desenvuelta por Georges Daressy en marzo de 1901 y reveló una momia de piel oscura que coincide con la representación en su copia del Libro de los Muertos. Daressy pensó que probablemente este era el color natural de Maiherperi, inalterado durante el proceso de momificación. También tenía el pelo muy rizado y lanoso, que resultó ser una peluca pegada a su cuero cabelludo.